# دیدار با احمد محمود
دیدار با احمد محمود کتابی است که به کوششِ سارک و بابک و سیامک، فرزندانِ احمد محمود، از نوشته‌های خصوصیِ پدرشان و سوگنامه‌های دیگران برای درگذشتش فراهم و به سالِ ۱۳۸۴ منتشر شده‌است.

## محتوای کتاب
کتاب حاوی پاره‌هایی از داستان‌های ناتمام و نامه‌هایی از جمله به بزرگ علوی و احسان یارشاطر و ابراهیم گلستان و پاره‌هایی از خاطرات احمد محمود است. همچنین سوگنامه‌هایی از ه. ا. سایه و مسعود کیمیایی و محمود دولت‌آبادی و بسیاری دیگر در کتاب آمده است.